# Laurentius Petri Gothus
Pour les articles homonymes, voir Gothus.
Laurentius Petri Gothus est un prêtre suédois né Lars Petersson en 1529 ou 1530 à Söderköping et mort le 12 février 1579 à Uppsala. Il occupe le poste d'archevêque d'Uppsala de 1574 à sa mort, succédant à son homonyme, Laurentius Petri Nericius. Il est surnommé Gothus (en référence à son lieu de naissance, situé dans l'Östergötland) ou « le jeune » pour le distinguer de lui.
Petri étudie auprès de Philippe Mélanchthon à l'université de Wittemberg de 1546 à 1558. Après son retour en Suède, en 1561, il devient le chapelain du roi Éric XIV. Il enseigne également le grec ancien à l'université d'Uppsala à partir de 1566. Le roi le nomme archevêque en 1574, bien qu'il n'ait pas recueilli la majorité des voix du collège électoral. Il est l'auteur de nombreux hymnes en suédois, comme En syndig man (« Un pécheur ») ou Hela världen klagar sig (« Le monde entier se lamente »).
Son épouse Margareta, la fille de Laurentius Petri Nericius, lui donne deux filles. Son neveu Laurentius Paulinus Gothus devient à son tour archevêque en 1637.